# Адамес, Вилли
Вилли Рафаэль Луна Адамес (исп. Willy Rafael Luna Adames; род. 2 сентября 1995, Сантьяго) — доминиканский бейсболист, шортстоп клуба Главной лиги бейсбола «Милуоки Брюэрс».

## Биография

### Начало карьеры
Вилли Адамес родился 2 сентября 1995 года в Сантьяго-де-лос-Трейнта-Кабальерос. В 2012 году он в статусе международного свободного агента подписал контракт с клубом «Детройт Тайгерс». В США он впервые вышел на поле в сезоне 2014 года в составе «Вест Мичиган Уайткэпс». В первой его половине Адамес стал одним из самых молодых игроков основного состава в Лиге Среднего Запада, отбивая с показателем 26,9 % и выбив четырнадцать даблов, двенадцать триплов и шесть хоум-ранов. В июле 2014 года он в ходе трёхстороннего обмена с участием «Сиэтла» перешёл в «Тампу-Бэй Рейс». После перехода Адамес доиграл сезон в составе «Боулинг-Грин Хот Родс». После окончания чемпионата сайт Baseball Prospectus поставил его на первое место в рейтинге лучших молодых игроков «Рейс».
Сезон 2015 года Адамес провёл в составе клуба «Шарлотт Стоун Крабз». По его ходу он зарекомендовал себя как один из лучших оборонительных шортстопов в младших лигах. В нападении он особенно эффективно играл при занятых базах (29,1 % отбивания) и против питчеров-левшей (27,4 %). В 2016 году, играя за «Монтгомери Бисквитс», он установил личные рекорды по количеству хоум-ранов, даблов, украденных баз и уоков. После окончания сезона Адамес занимал первое место в списке лучших молодых игроков фарм-системы «Рейс». В чемпионате 2017 года он сыграл 130 матчей в Международной лиге за «Дарем Буллз», выбил 140 хитов и набрал 62 RBI. В защите он допустил 24 ошибки и принял участие в розыгрыше 74 дабл-плеев.

### Тампа-Бэй Рейс
Двадцать второго мая 2018 года Адамес дебютировал в Главной лиге бейсбола. До конца июля он сыграл за «Рейс» в 33 матчах, отбивая с показателем 19,6 %. Во второй половине регулярного чемпионата его атакующая эффективность выросла. В следующих 52 играх показатель отбивания Адамеса составил 33,0 %. Успешное выступление сделало его одним из лучших молодых игроков в лиге. В 2019 году он выбил двадцать хоум-ранов, установив клубный рекорд для шортстопов. Издание Tampa Bay Times также выделяло игру Адамеса в защите, ожидая от него в будущем борьбы за приз Золотая перчатка, вручаемый лучшим игрокам оборонительного плана.
В сокращённом из-за пандемии COVID-19 регулярном чемпионате 2020 года Адамес сыграл в 53 матчах. Он отбивал с показателем 25,9 %, выбил восемь хоум-ранов и набрал 23 RBI. В плей-офф, по итогам которого «Тампа-Бэй» вышла в Мировую серию, он сыграл в 20 матчах, но отбивал с показателем всего 13,6 %. Весной 2021 года он сыграл за «Рейс» 41 матч с эффективностью отбивания 19,7 %. Двадцать первого мая Адамеса вместе с питчером Тревором Ричардсом обменяли в «Милуоки Брюэрс».